# Charaxes proadusta
Charaxes proadusta är en fjärilsart som beskrevs av Van Someren 1971. Charaxes proadusta ingår i släktet Charaxes och familjen praktfjärilar. Inga underarter finns listade i Catalogue of Life.